# Bill Watts
Bill Watts (Oklahoma City, 5 de maio de 1939) é um ex-lutador e promotor de wrestling profissional. Watts ficou conhecido por sua gimmick de "cowboy", além de ser um promotor non-sense na área Sudeste dos Estados Unidos, tendo fundado a empresa Universal Wrestling Federation. Também trabalhou como Vice-Presidente Execeutivo na World Championship Wrestling.
Na edição do dia 2 de março de 2009 do Monday Night Raw, revelou-se que Cowboy Bill Watts foi indicado ao WWE Hall of Fame, e que será induzido ao mesmo por Jim Ross.